# Vicente de Salvador

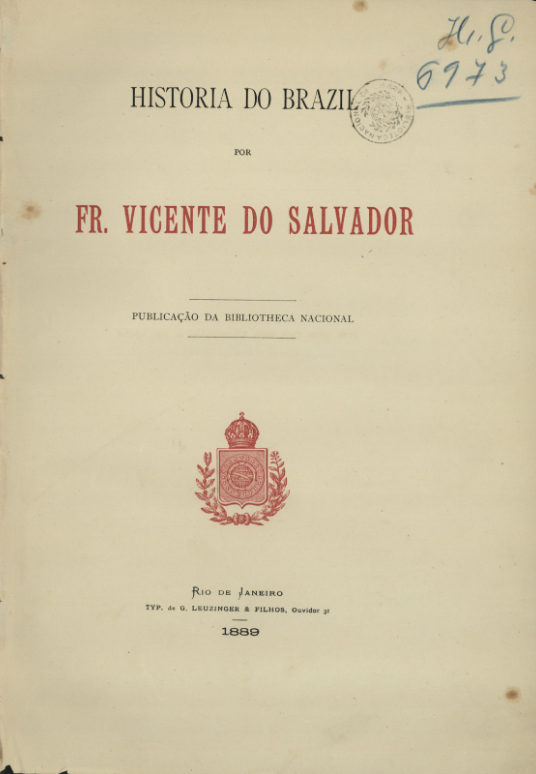
Cubierta de la primera edición de la Historia de Brasil de Fray Vicente do Salvador.

Vicente do Salvador nacido Vicente Rodrigues Palha, (Salvador, 20 de diciembre de 1564 - c. 1635) fue un fraile franciscano en la colonia portuguesa de Brasil. Escribió la primera historia de Brasil, por lo que es conocido como el «padre de la historia de Brasil».
Vicente Rodrigues Palha nació en 1564 en Matuim, Brasil, a unos 10 km de la ciudad de Bahia. Al igual que la mayoría de los hombres instruidos de su tiempo, estudió en el Colegio Jesuita de Salvador de Bahía, y posteriormente en la Universidad de Coímbra en Portugal donde se graduó.
Regresó a Brasil, donde fue ordenado sacerdote, llegó a ser canónigo en la catedral y vicario-general de Bahia. A la edad de treinta y cinco años se ordena fraile franciscano, cambiando su nombre por Vicente Salvador. Vicente era un misionero en Paraíba, vivió en Pernambuco y cooperó en la fundación de la casa franciscana en Río de Janeiro en 1607, siendo su primer prelado. Luego de regresar a Pernambuco, donde enseñó artes en el convento de la orden, en Olinda, regresando a Bahía en 1612. Fue elegido en Lisboa custodio de la Custodia Franciscana de Brasil. Luego de una estadía en Portugal, regresó a Bahía, como guardián, fallece entre 1636-1639.

## La "Historia de Brasil" de Salvador
La "Historia de Brasil" del fraile Vicente Salvador fue escrita en 1627, la misma es considerada el "primer clásico de Brasil". Está dividida en cinco libros, que describen el modus vivendi en la colonia portuguesa. El libro se compone de 48 capítulos que describen las características de la colonia, su clima, fauna, flora, su nombre, el descubrimiento, el asentamiento y la división en capitanías hereditarias, como también la presión de los corsarios franceses y holandeses sobre la costa brasilera.
Es uno de los primeros estudios de la vida cotidiana en la colonia, relatando las costumbres matrimoniales, crianza de niños, ritos funerarios e idiomas indígenas entre otros temas.